# Neoculladia incanelloides
Neoculladia incanelloides là một loài bướm đêm trong họ Crambidae.